# Adrenalite
L'adrenalite è l'infiammazione di una o entrambe le ghiandole surrenali. Il suo verificarsi può comportare insufficienza di adrenalina o noradrenalina. Tra i vari tipi possono essere distinte l'adrenalite autoimmune, una delle principali cause di malattia di Addison.